# Tewellemet (jezik)
Tewellemet jezik (tawallammat tamajaq, amazigh, tahoua tamajeq, tahoua, tamachek, tamashekin, tamasheq, tomacheck, touareg, tourage, tuareg; ISO 639-3: ttq), jezik berberske skupine kojim govore plemena Aulliminden. 
450 000 govornika (1998) u Nigeru i 190 000 (1991) u Maliju; nepoznat manji broj u Nigeriji; ukupno 640 000. Ima dva dijalekta, tawallammat tan dannag (ioullemmeden) i tawallammat tan ataram. U Nigeru nacionalni jezik. Pisma: tifinagh (nazivano i shifinagh) i latinica u Nigeru.

## Vanjske poveznice
- Ethnologue (14th)
- Ethnologue (15th)